# Naturschutzgebiet Seffent mit Wilkensberg
Das Naturschutzgebiet Seffent mit Wilkensberg liegt im Gebiet der Stadt Aachen zwischen Seffent und dem Campus Melaten.

## Beschreibung
Der Wilkensberg ist ein nach Süden und Südwesten 20 bis 30 Grad geneigter Hang mit Halbtrockenrasen zwischen dem alten Bauerngut Melaten und Seffent. Der Boden besteht hier aus flachgründiger, leicht erwärmbarer Kalkrendzina. Die obere Hangkante und der Hangfuß weisen artenreiche Baum- und Strauchpflanzungen auf. Auf der Hangkrone erstreckt sich ein Ahornmischwald mit Krautschicht, lianenreich und gut strukturiert. Im Bereich des mittleren Hangfußes gegenüber der Burg Seffent ist ein eingefasstes Quellbecken, Siebenquellen genannt. Hier entspringt  der Wildbach. Bachbegleitend ist ein Erlenauwald mit Hybridpappeln. Im Sumpfboden stehen Eichen und Hainbuchen durchsetzt mit Sumpfbiotopen.

## Schutzzweck
Ziel ist aus landeskundlichen, wissenschaftlichen und erdgeschichtlichen Gründen und bedingt durch die Seltenheit und Eigenart des geologischen Naturdenkmals der Erhalt des reichhaltigen Auenwaldes am Wildbach mit zahlreichen Quellenaustritten, wie bei Siebenquellen, sowie der Erhalt des wertvollen Halbtrockenrasenhanges mit besonderer Flora und Fauna.